# Alma Rosé

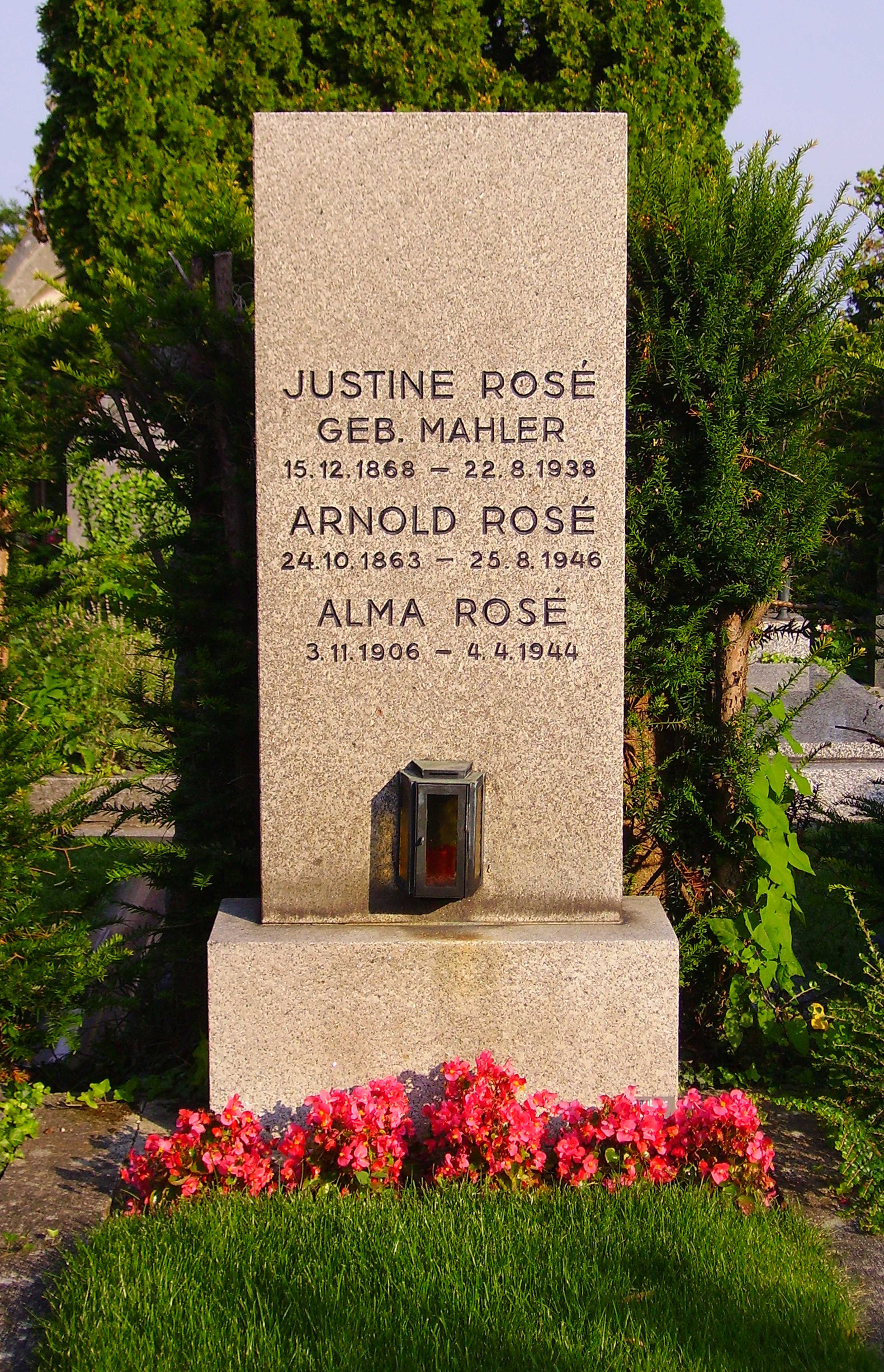
Tomba d'Alma Rosé i dels seus pares al cementiri austríac de Grinzig

Alma Rosé (Viena, 3 de novembre de 1906 - Auschwitz, 4 d'abril de 1944) va ser una violinista i directora austríaca d'ascendència jueva. Filla d'Arnold Rosé, famós violinista, i de Justine Mahler, germana del compositor, va ser des de ben petita molt propera al món musical. El 1942 va ser arrestada pels nazis, i el 1943 deportada a Auschwitz, on va morir l'any següent. Allà va dirigir una orquestra de dones, gràcies a la qual la gran majoria de les seves integrants van aconseguir un estatus especial dins del camp i van poder salvar-se.

## Vida i carrera

### Infància
El seu pare, Arnold Rosé (nom de naixement Rosenblum; 1863-1946) va ser concertino de la Wiener Philharmoniker (Orquestra Filharmònica de Viena) entre 1881 i 1931, de la Wiener Staatsoper (Òpera de Viena) i del Rosé Streichquartett (quartet de corda Rosé). Va ser educada en el si d'una família musical (la seva mare era germana de Gustav Mahler), i va estudiar violí.

### Carrera
Alma Rosé va tenir una vida professional exitosa. El 1920, amb només 14 anys, va tocar per primer cop com a solista a Bad Ischl (Àustria). El 1926 va debutar al Musikverein de Viena, amb membres de l'Orquestra de l'Òpera de Viena, sota la direcció del seu pare. L'any següent va actuar amb l'Orquestra Simfònica de Viena i el seu pare per la ràdio (Radio Verkehrs AG). El 1929 va gravar un disc de vinil amb el seu pare: el Doble Concert en Re menor BWV 1043 de Johann Sebastian Bach.
El 1932 va fundar l'orquestra de dones Die Wiener Walzermädeln (Les Noies del Vals de Viena), amb la qual va fer gires per tot Europa tocant a un gran nivell. Entre 1934 i 1938 va organitzar més concerts a l'estranger com a protesta contra el règiom nazi d'Alemanya.

## Durant el nazisme

### Escapada
Quan Alemanya va annexar Àustria el 1938, Alma i el seu pare van aconseguir escapar cap a Londres (la seva mare havia mort un any abans), però va tornar al continent per tocar als Països Baixos. Altres membres de la seva família van tenir sort diversa: el seu germà Alfred (1902-1975) va poder volar fins a Canadà, però el seu oncle Eduard Rosé (1859-1943) va ser arrestat i deportat al camp de concentració de Theresienstadt, on va ser assassinat.
Quan els nazis van ocupar Holanda, Alma Rosé va quedar atrapada. Va intentar salvar-se amb un matrimoni fictici amb un enginyer holandès anomenat August van Leeuwen Boomkamp i convertint-se al cristianisme, però no va resultar. Va anar a França, però cap a finals de 1942, quan intentava arribar a Suïssa (que era neutral en la Guerra), va ser arrestada per la Gestapo i internada al campament de Drancy. D'allà va ser deportada, el juliol de 1942, cap al camp de concentració d'Auschwitz.

### Auschwitz
A la seva arribada a Auschwitz, va ser encarregada de portar una orquestra femenina (Mädchenorchester von Auschwitz), d'unes 50 components, que havia estat fundada aquell mateix any per l'oficial de les Schutzstaffel Maria Mandel. Abans de l'arribada de Rosé, l'orquestra era dirigida per Zofia Czajkowska, una mestra polonesa. La formació constava sobretot de cordes, però també d'acordions i mandolines. La majoria de les components eren amateurs, però també hi havia instrumentistes de renom com la violoncel·lista Anita Lasker-Wallfisch i la pianista i cantant Fania Fénelon. La funció principal de l'orquestra era tocar a la porta principal del camp al matí i al vespre, quan els presoners entraven i sortien per a fer els treballs que els havien estat assignats. També tocaven en concerts de cap de setmana per als oficials de les SS i per als presoners.
Rosé es va encarregar de dirigir l'orquestra, però també de fer arranjaments pertinents per adequar-se als instruments dels quals disposava, i de tocar el violí com a solista en algunes ocasions. Mentre va ser la directora d'aquesta formació, el nivell va pujar considerablement i, el que és més important, cap integrant va morir degut al tracte especial que rebien pel fet de tocar a l'orquestra. Va aconseguir convèncer els oficials de les SS perquè li facilitessin materials, com una batuta o una tarima, i va incloure en el repertori de l'orquestra marxes i valsos de Strauss, el primer moviment de la cinquena simfonia de Beethoven, fragments de la Simfonia del Nou Món de Dvorák o Träumerei de Schumann (una de les peces preferides de Josef Mengele, oficial nazi i metge del camp).
Rosé va morir l'abril de 1944, a l'edat de 37 anys d'una malaltia sobtada, segurament botulisme. Després de la seva mort, gairebé totes les integrants de la seva orquestra -amb l'excepció de dues- van poder sobreviure, en gran part gràcies a l'estatus que havien aconseguit en tocar a la formació.

## Vida personal
El 1930 Rosé es va casar amb el violinista txec Váša Příhoda (1900-1960), però el 1935 el matrimoni va ser revocat. S'ha comentat que Příhoda va separar-se de Rosé com a oportunisme davant la llei antijueva dels nazis, però es demostra insostenible si tenim en compte que la seva segona dona també era jueva.

## Llegat
Són diversos els testimonis d'Auschwitz que ens en parlen. En el llibre d'Alex Ross El ruido eterno es fa referència a alguns d'ells: una violoncel·lista polonesa recordava com Rosé s'havia posat furiosa amb ella per haver tocat un Fa natural en comptes de sostingut, o com havia fet callar els oficials de les SS durant un concert perquè feien massa soroll.
També les integrants de l'orquestra Anita Lasker-Wallfisch i Fania Fénelon van escriure sobre ella en les seves memòries; les d'aquesta última, que tenen per títol Playing for Time, van ser adaptades al cinema sota el mateix nom.
En l'àmbit estrictament musical, existeixen gravacions d'Alma Rosé tocant amb el seu pare, comercialitzades en CD.